# Холов, Махмадулло Холович
Махмадулло Холович Холов (2 января 1920, кишлак Болоджар в районе Ферганы — 1989) — советский и таджикский государственный деятель, председатель Президиума Верховного Совета Таджикской ССР в период 1963—1984 годы.
В 1940—1942 годах и в 1944—1947 годах — в Красной Армии, с 1947 в комсомоле и ВКП(б), с 1954 года — 1-й секретарь районного комитета Коммунистической Партии Таджикистана в Обигарме, а потом 1-й секретарь Московского районного комитета КПТ, в 1963 году — председатель исполкома Куйбышевского районного совета компартии Таджикистана.
С 29 марта 1963 по 17 февраля 1984 года — председатель Президиума Верховного Совета Таджикской ССР. Одновременно член Президиума ЦК КПТ. С 8 апреля 1966 по 30 марта 1971 года — член Центральной Ревизионной Комиссии КПСС, в 1971—1986 годах — кандидат в члены ЦК КПСС.
Сын Нурмахмад — российский дипломат.

## Награды
- 2 ордена Ленина (2.01.1970; 29.12.1979[3])
- Орден Октябрьской Революции
- Орден Отечественной войны II степени (6.4.1985)[1]
- Орден «Знак Почёта»

## Комментарии
1. ↑  По другим данным[1] — в Ура-Тюбе.